# アンナ・ムグラリス
アナ・ムグラリス（Anna Mouglalis, 1978年4月26日 - ）は、フランスの女優・モデル。

## 略歴
フレジュスで生まれ、ナントで育った。父はギリシャ人、母親はフランス人。
1997年、La Nuit du Titanicで舞台デビュー。
2001年からパリのフランス国立高等演劇学校（コンセルヴァトワール）で演技を学ぶ。
女優業と平行して、モデル業も行っている。
2002年にカール・ラガーフェルドに選ばれ、シャネルの香水「アリュール」のキャンペーンモデルとなった。現在も、彼のミューズとして、シャネルのバッグの広告に登場している。
2007年3月、映画監督のサミュエル・ベンシェトリとの間に、娘が生まれた。2013年に、オーストラリア人男性と結婚するが翌年に離婚。2015年よりバンジャマン・ビオレと交際している。

## 主な出演作品
| 公開年 | 邦題 原題                                                                  | 役名                         | 備考                                          |
| ------ | -------------------------------------------------------------------------- | ---------------------------- | --------------------------------------------- |
| 1998   | Terminale                                                                  | クレール                     | フランシス・ジロー監督                        |
| 2000   | 囚われの女 La captive                                                      | イザベル                     | シャンタル・アケルマン監督 シネクラブ上映のみ |
| 2000   | 甘い罠 Merci pour le chocolat                                              | ジャンヌ                     | クロード・シャブロル監督                      |
| 2002   | NOVO/ノボ Novo                                                             | イレーヌ                     |                                               |
| 2003   | “男たちと共に‘‘ 演技するレオ Léo, en jouant « Dans la compagnie des hommes | オフェリー                   | シネクラブ上映のみ                            |
| 2004   | そして、デブノーの森へ Le prix du désir                                    | ミラ                         |                                               |
| 2005   | 野良犬たちの掟 Romanzo criminale                                           | パトリシア                   | ミケーレ・プラチド監督 DVDスルー              |
| 2006   | サルトルとボーヴォワール 哲学と愛 Les Amants du Flore                      | シモーヌ・ド・ボーヴォワール | テレビ映画 日本では劇場公開                   |
| 2006   | 氷の挑発2 Mare nero                                                        | ヴェロニカ                   | DVDスルー                                     |
| 2009   | シャネル&ストラヴィンスキー Coco Chanel & Igor Stravinsky                  | ココ・シャネル               |                                               |
| 2010   | ゲンスブールと女たち Gainsbourg (Vie héroïque)                             | ジュリエット・グレコ         |                                               |
| 2010   | 美しき獣 Kiss of the Damned                                                | クセニア                     |                                               |
| 2010   | マムート Mammuth                                                           | 手品師                       | フランス映画祭上映                            |
| 2011   | The Tale of a Fairy                                                        |                              | カール・ラガーフェルド監督 Web公開短編        |
| 2013   | ジェラシー La Jalousie                                                     | クローディア                 |                                               |
| 2013   | The Return                                                                 |                              | カール・ラガーフェルド監督 Web公開短編        |
| 2014   | レオパルディ Il giovane favoloso                                           | ファニー                     | イタリア映画祭2015上映作                      |
| 2016   | Baron noir                                                                 | アメリー                     | 8回のテレビ・ミニシリーズ                     |
| 2021   | あのこと L'événement                                                       |                              |                                               |